# Theridion artum
Theridion artum là một loài nhện trong họ Theridiidae.
Loài này thuộc chi Theridion. Theridion artum được Herbert Walter Levi miêu tả năm 1959.